# たわみ角法
たわみ角法（たわみかくほう、Slope-deflection Method）は、構造物の解析法の1つ。
部材の変形（回転角、たわみ角）を未知数として連立方程式をたてて解く方法で、不静定次数の高いラーメンや連続梁を解くための優れた解析法である。撓み（たわみ）漢字にして撓角法（とうかくほう）と呼ばれることもある。モーメント‐曲率関係（たわみ方程式）から導かれる。そのため、たわみ角法が成り立つための条件として、1.平面保持の仮定、2.微小変形、3.弾性変形、4.フックの法則、5.モーメントの釣合いが必要である。
それぞれの部材において材端モーメントと材端たわみ角・部材回転角との関係式をたて、節点方程式（モーメントの釣り合い式）と層方程式（せん断力の釣り合い式）から、未知量が計算される。部材回転角‐部材端モーメント関係を線形で表現できるため行列計算に適しており、建築の構造設計では骨組解析に用いられる。
骨組解析や有限要素法では、たわみ角法を用いて部材の曲げ変形のみを計算する要素をオイラー梁と呼び、曲げ変形に加えて部材のせん断変形も計算する要素をティモシェンコ梁と呼ぶ。